# Lucjan Wolniewicz
Lucjan Ferdynand Wolniewicz (ur. 29 października 1932 we Fresnes-sur-Escaut, zm. 13 lutego 2011 w Warszawie) – polski inżynier kolejnictwa i dyplomata, ambasador w Zairze (1971–1976).

## Życiorys
Syn Józefa i Joanny. Po ukończeniu szkoły podstawowej na początku 1944 został łącznikiem oddziału ruchu oporu Komunistycznej Partii Francji. Od 1945 do września 1946 był członkiem Czerwonego Harcerstwa, po czym w końcu miesiąca powrócił do Polski i został przyjęty do Związku Walki Młodych w Gliwicach. Od 1947 uczył się w Gimnazjum i Liceum Ogólnokształcącym w Pyskowicach, gdzie w latach 1948–1951 przewodniczył Zarządowi Szkolnemu Związku Młodzieży Polskiej. Od grudnia 1949 był członkiem Polskiej Zjednoczonej Partii Robotniczej oraz członkiem egzekutywy jej Komitetu Miejskiego w Pyskowicach (od 1949).

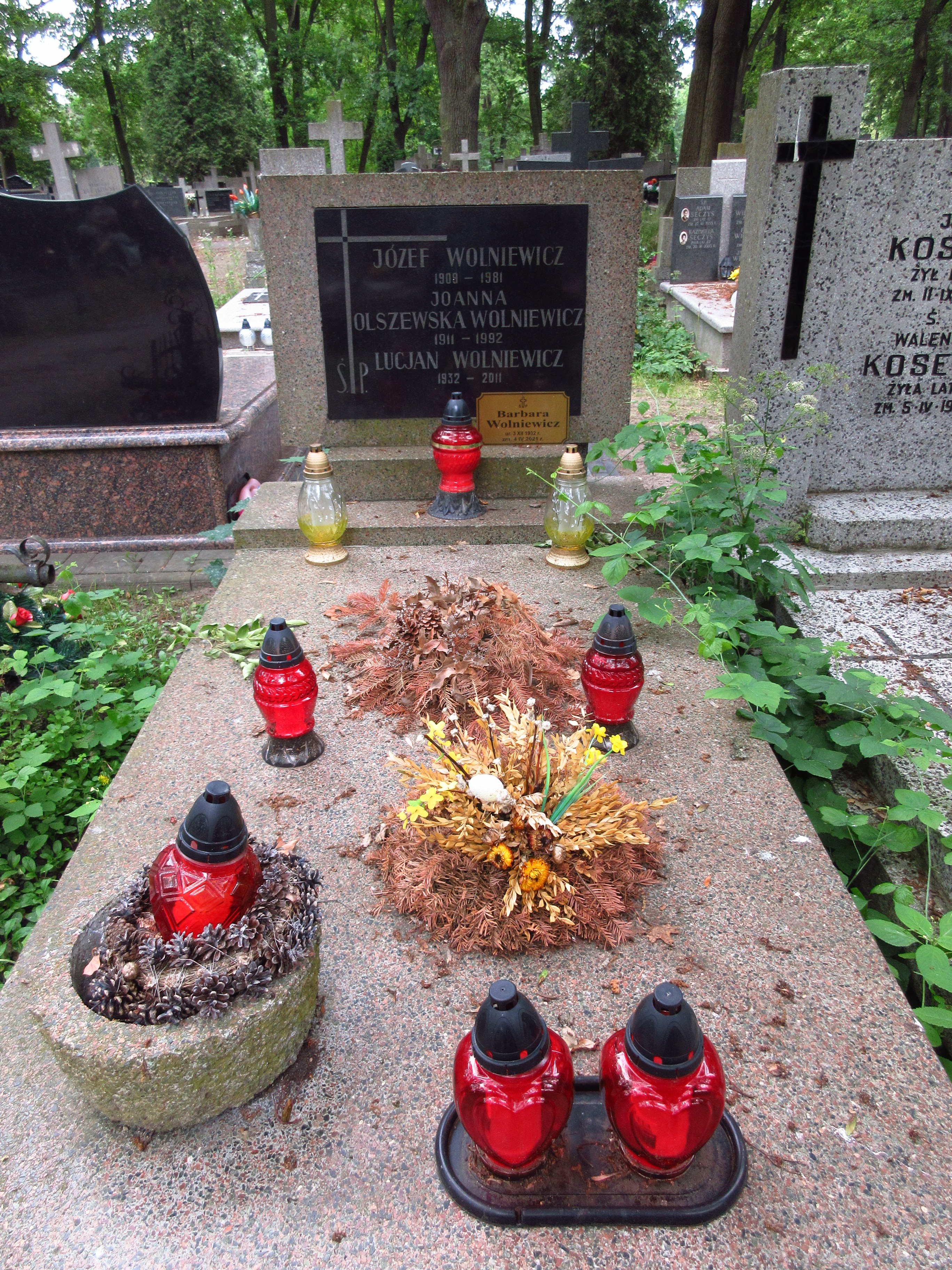
Grób Lucjana Wolniewicza na Cmentarzu Bródnowskim.

W 1951 zdał egzamin dojrzałości i w tym samym roku podjął pracę w Instytucie Metalurgii Żelaza w Gliwicach, zrezygnowawszy wcześniej ze studiów w Wyższej Szkoły Ekonomicznej w Katowicach. W Instytucie Metalurgii był członkiem egzekutywy Komitetu Zakładowego PZPR (1952). Od 1952 do 1959 studiował na Wydziale Komunikacji Politechniki Warszawskiej, uzyskując dyplom magistra inżyniera komunikacji. W latach 1954–1958 pełnił funkcję II sekretarza Oddziałowej Organizacji Partyjnej przy WK PW. Jednocześnie w latach 1953–1957 był zastępcą redaktora naczelnego dwutygodnika „Politechnik”, a od 1957 do 1962 także pracownikiem Centralnego Ośrodka Badań i Rozwoju Techniki Kolejnictwa w Warszawie. Od czerwca do grudnia 1960 przebywał na zlecenie Ministerstwa Komunikacji na stażach w ośrodkach komunikacji kolejowej w Paryżu, Dijon i Lille.
W lutym 1962 został sekretarzem generalnym Towarzystwa Przyjaźni Polsko-Afrykańskiej. W latach 1962–1963 był także redaktorem naczelnym miesięcznika „Afryka”, a w latach 1963–1965 zastępcą redaktora naczelnego miesięcznika „Kontynenty”.  Od 1965 do marca 1969 był sekretarzem generalnym Polskiego Komitetu Solidarności z Narodami Azji i Afryki. Jednocześnie w latach 1965–1969 był zatrudniony na stanowisku asystenta w Katedrze Maszynoznawstwa i Elementów Maszyn Wydziału Komunikacji Politechniki Warszawskiej. Od 1969 pełnił funkcję rzeczoznawcy w Departamencie V Ministerstwa Spraw Zagranicznych. W latach 1971–1976 był ambasadorem w Zairze, akredytowanym równocześnie w Republice Konga i Republice Środkowoafrykańskiej. Od lat 1970. był sekretarzem generalnym i dyrektorem wykonawczym Polskiego Komitetu UNICEF. W 2001 został pozbawiony stanowiska w związku z zarzutami o niegospodarność i wykorzystywania organizacji do prywatnych celów (m.in. zakupu nieruchomości w Rzeszowie).
Odznaczony został Orderem Uśmiechu, a także był członkiem kapituły Orderu (od 1992 podkanclerzem). W 1998 „w uznaniu wybitnych zasług w działalności dla dobra dzieci” wyróżniony został Krzyżem Komandorskim Orderu Odrodzenia Polski.
Pochowany na cmentarzu Bródnowskim w Warszawie (kwatera 22L-6-31).